# لايريس
لايريس (بالفرنسية: Laires)‏ هي بلدية تقع في إقليم باد كاليه من منطقة نور با دو كاليه في شمال فرنسا. تبلغ مساحة هذه المدينة 8.64 (كم²)، وترتفع عن سطح البحر 182 م، يبلغ عدد سكانها 306 نسمة حسب إحصاء المعهد الوطني للإحصاء والدراسات الاقتصادية سنة 2009 م. وترأس Bernadette Franche البلدية خلال فترة (2008-2014).